# (5260) Philvéron
(5260) Philvéron es un asteroide perteneciente al cinturón de asteroides, descubierto el 2 de septiembre de 1989 por Eric Walter Elst desde el Observatorio de la Alta Provenza, Saint-Michel-l'Observatoire, Francia.

## Designación y nombre
Designado provisionalmente como 1989 RH. Fue nombrado Philvéron en homenaje a Philippe Véron director del Observatorio de la Alta Provenza.

## Características orbitales
Philvéron está situado a una distancia media del Sol de 2,601 ua, pudiendo alejarse hasta 2,878 ua y acercarse hasta 2,324 ua. Su excentricidad es 0,106 y la inclinación orbital 13,70 grados. Emplea 1532,50 días en completar una órbita alrededor del Sol.

## Características físicas
La magnitud absoluta de Philvéron es 12,9. Tiene 7 km de diámetro y su albedo se estima en 0,315.